# Allrounder (wielrennen)
Een allrounder (ook wel alleskunner) is een wielrenner die ongeveer gelijk presteert in verschillende wielervaardigheden, zoals sprinten, tijdrijden, klimmen en dalen.
Bekende voorbeelden van allrounders zijn Eddy Merckx, Francesco Moser, Bernard Hinault, Alejandro Valverde en Peter Sagan. Met een allrounder kan ook een wielrenner worden bedoeld die verschillende takken van de wielersport combineert, zoals wegwielrennen, veldrijden, mountainbiken en baanwielrennen. Iemand die in verschillende wielerdisciplines uitblinkt, wordt ook wel een multitalent genoemd. Bekende voorbeelden daarvan zijn Roger De Vlaeminck, Marianne Vos, Wout van Aert en Mathieu van der Poel.
De term allrounder is overgenomen uit het Engels, is geen Standaardnederlands en heeft een brede connotatie. Een allrounder is niet per definitie een veelwinnaar. Er kan namelijk ook iemand mee bedoeld worden die in elke vaardigheid of discipline een gelijk niveau haalt, zonder daarbij uit te blinken. Verslaggevers gebruiken de term voornamelijk om de veelzijdigheid van een bepaalde renner te benadrukken.

## Voorbeelden

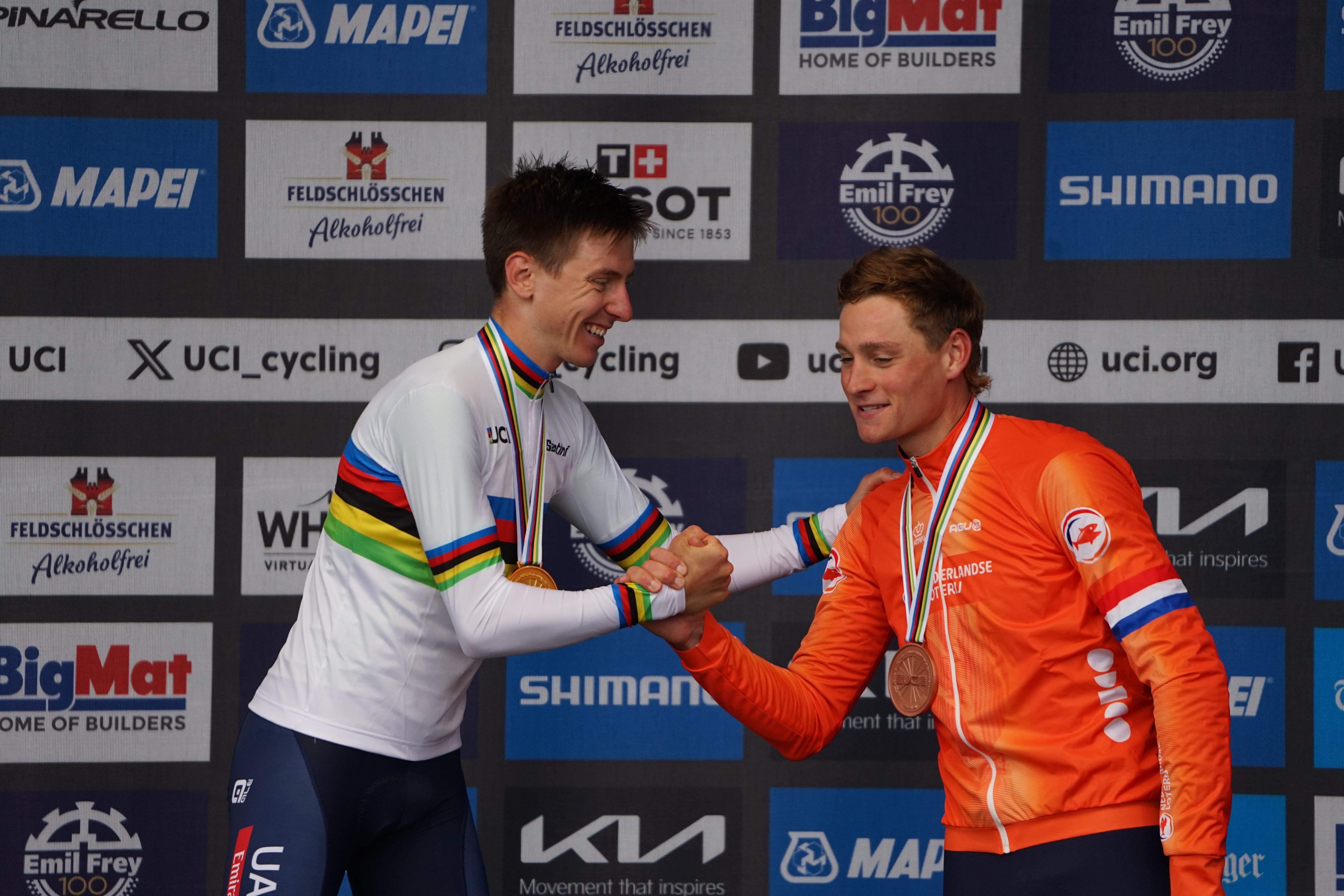
Tadej Pogačar en Mathieu van der Poel

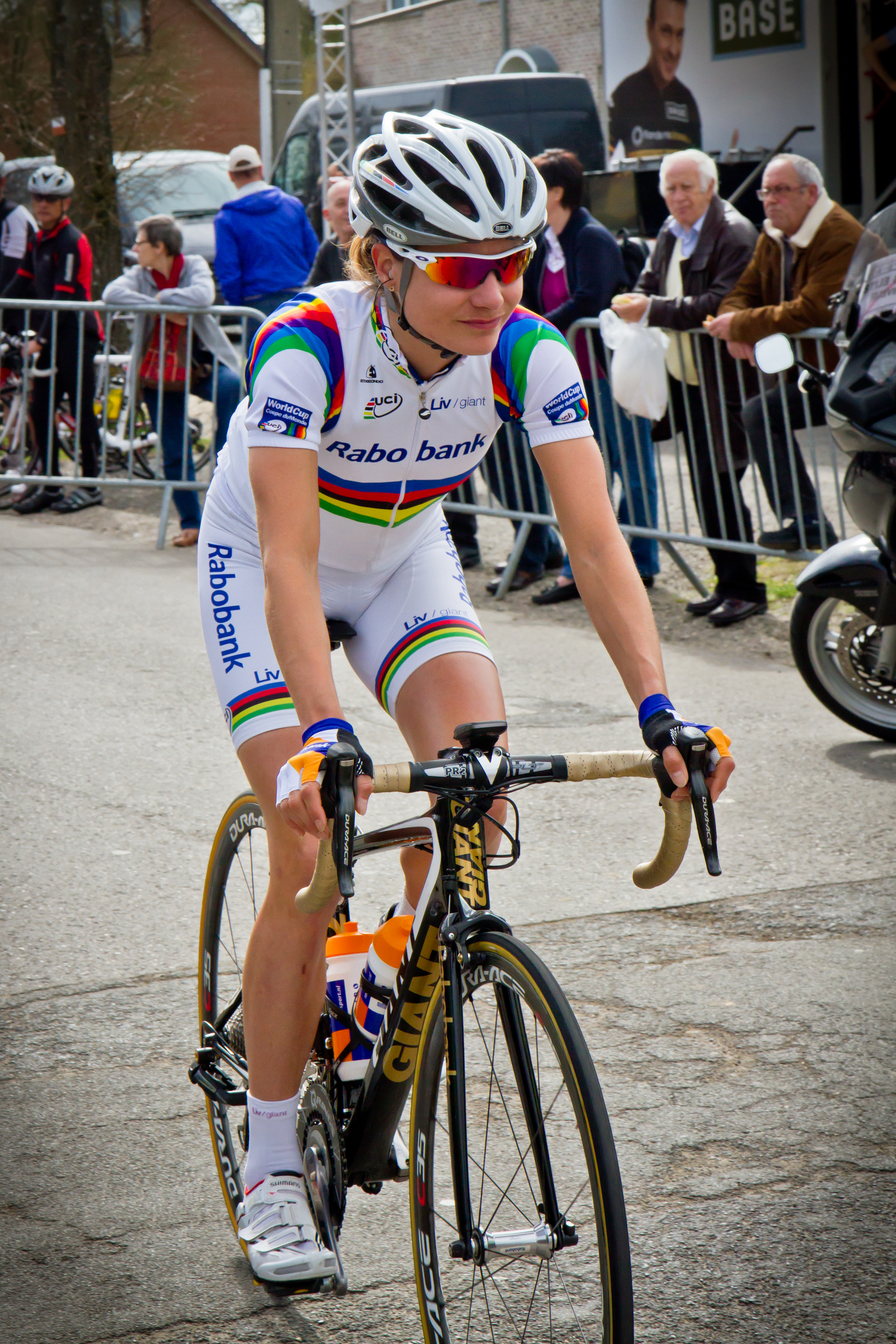
Marianne Vos behaalde 14 wereldtitels

### Grote Ronde, Monument en wereldtitel
Volgende wielrenners wonnen zowel een Grote Ronde, een Monument, als het wereldkampioenschap op de weg.
| Wielrenner         | Periode   |
| ------------------ | --------- |
| Alfredo Binda      | 1925–1933 |
| Learco Guerra      | 1931–1934 |
| Georges Speicher   | 1933–1936 |
| Fausto Coppi       | 1940–1954 |
| Ferdy Kübler       | 1950–1952 |
| Louison Bobet      | 1951–1955 |
| Rudi Altig         | 1962–1968 |
| Jan Janssen        | 1964–1968 |
| Felice Gimondi     | 1965–1976 |
| Eddy Merckx        | 1966–1976 |
| Francesco Moser    | 1975–1984 |
| Bernard Hinault    | 1977–1985 |
| Giuseppe Saronni   | 1979–1983 |
| Gianni Bugno       | 1990–1994 |
| Alejandro Valverde | 2006–2018 |
| Tadej Pogačar      | 2020–2024 |
| Remco Evenepoel    | 2022–2023 |

### Wereldtitels in drie of meer verschillende disciplines
Volgende wielrenners werden wereldkampioen in drie of meer verschillende disciplines.
| Wielrenner             | Disciplines                                                              | Periode   |
| ---------------------- | ------------------------------------------------------------------------ | --------- |
| Marianne Vos           | Veldrijden (8), wegwielrennen (3), baanwielrennen (2), gravelfietsen (1) | 2006–2024 |
| Pauline Ferrand-Prévot | Wegwielrennen (1), veldrijden (1), mountainbiken (9), gravelfietsen (1)  | 2014–2023 |
| Mathieu van der Poel   | Veldrijden (6), wegwielrennen (1), gravelfietsen (1)                     | 2015–2024 |